# Avaria, fille d'un flic
Pour plus de détails, voir Fiche technique et Distribution.
Avaria, fille d'un flic (Авария — дочь мента, Avaria - doch menta) est un film soviétique réalisé par Mikhaïl  Toumanichvili, sorti en 1989,.

## Fiche technique
- Titre original : Авария - дочь мента, Avaria - doch menta
- Titre français : Avaria, fille d'un flic
- Réalisation : Mikhaïl  Toumanichvili
- Scénario : Youri Korotkov
- Costumes : Tatiana Lapchina
- Photographie : Boris Bondarenko
- Musique : Viktor Babouchkine
- Pays d'origine : URSS
- Format : Couleurs - 35 mm - Mono
- Genre : drame
- Durée : 94 minutes
- Date de sortie : 1989

## Distribution
- Oksana Arbouzova : Avaria[3],[4]
- Vladimir Iline : Alexeï Nikolaev
- Anastassia Voznessenskaïa : Vera Nikolaeva
- Nikolaï Pastoukhov : Grand-père d'Avaria
- Boris Romanov : Andreï Olegovich Kouznetsov
- Igor Nefedov : Lyssy
- Oleg Tsariov : Delovoï
- Sergueï Vorobiev : Bob
- Iouri Shumilo : Alik
- Lioubov Sokolova : Youlia Nikolaevna
- Maria Vinogradova : contrôleuse